# Kalbar
Kalbar – miasto w Australii, w stanie Queensland.